# Hermann Kappelhoff
Hermann Kappelhoff (* 1959) ist ein deutscher Filmwissenschaftler.

## Leben
Er promovierte 1993 und habilitierte sich 2001. Er ist seit 2003 Professor am Seminar für Filmwissenschaft der FU Berlin. Er promovierte 1993 mit einer Dissertation zur Poetologie des Weimarer Autorenkinos und habilitierte sich 2001 mit einer Arbeit über das Melodramatische des Kinos als Paradigma einer Theorie der künstlichen Emotionalität. Im Wintersemester 2009/10 hatte Hermann Kappelhoff eine Max-Kade-Visiting-Professur an der Vanderbilt University in Nashville (USA).
Er ist Sprecher der Kolleg-Forschungsgruppe „Cinepoetics – Poetologien audiovisueller Bilder“, die im Oktober 2015 ihre Arbeit aufgenommen hat. Zudem ist er Mitglied der Graduate School of North American Studies und des Dahlem Humanities Center. Er war Sprecher des Exzellenzcluster „Languages of Emotion“ sowie Fachvertreter der Medienwissenschaft im Fachkollegium der Deutschen Forschungsgemeinschaft (DFG).
2007–2014 war er Leiter des Teilprojektes „Die Politik des Ästhetischen im westeuropäischen Kino“ im Sonderforschungsbereich 626 „Ästhetische Erfahrung im Zeichen der Entgrenzung der Künste“ der Deutschen Forschungsgemeinschaft. Außerdem entwickelt er seit 2005 Digital Humanities-Projekte zur „Filmischen Expressivität und Ausdrucksbewegung“ und zur systematischen Filmanalyse in der Forschung und Lehre („Bildräume: zur methodischen Analyse kinematographischer Darstellungsformen“).

## Werk
Kappelhoffs Forschung umfasst eine Reihe zentraler Felder filmwissenschaftlicher Theoriebildung und Methodenentwicklung, die ihren gemeinsamen Fluchtpunkt in einer historisch-kulturell situierten Untersuchung des Zusammenhangs von Wahrnehmung, Gefühl und Denken im Kino (und daran anschließend in weiteren audiovisuellen Medien) bzw. einer entlang dieser Dimensionen konzeptualisierten Poetik des Films finden.
Zentraler Ausgangspunkt von Kappelhoffs Forschungsperspektive ist die Re-Perspektivierung des in Psychologie (Wundt, Fiedler) und Anthropologie (Plessner) des frühen 20. Jahrhunderts zentralen Konzepts der Ausdrucksbewegung im Sinne einer umfassenden Theorie filmischer Expressivität. Die Habilitationsschrift „Matrix der Gefühle“ geht initial der Frage nach, wie es kommt, dass wir im Kinosaal weinen. Zur Beantwortung dieser Frage sucht die Studie das Melodramatische – sowohl im Sinne einer historischen Genealogie als auch aus phänomenologischer und psychoanalytischer Perspektive – als einen spezifischen Modus kinematografischer Expressivität zu beschreiben. Die Untersuchung spannt dabei einen Bogen vom Theater der Empfindsamkeit des 18. Jahrhunderts bis zum zeitgenössischen Hollywoodfilm. Was Kappelhoff dabei als übergreifendes Prinzip in den Blick bekommt, ist die Modulierung der Zuschauergefühle mittels der Gestaltung der Zeit ihres konkreten Erlebens. Mit dem Begriff der Ausdrucksbewegung bezeichnet er eben jenen Vorgang, dessen eine Seite die sichtbare Bewegung des Bildes (der Figuren, der Kamera etc.) darstellt und dessen andere Seite vom Publikum innerlich vollzogen wird: der dunkle Zuschauerraum als Matrix der Gefühle. Über eine Reihe von Forschungsprojekten entwickelte Kappelhoff zudem eine, verschiedene analytische Routinen und digitale Tools umfassende, Methodologie zur empirischen Untersuchung filmischer Ausdrucksbewegung (eMAEX – electronically based media analysis of expressive movement images).
Auf diese filmanalytischen Zugänge aufbauend entfaltet Kappelhoff, gemeinsam mit einer Forschungsgruppe aus Filmwissenschaft und Linguistik, einen Ansatz zu multimodaler Metaphorik in audiovisuellen Bildern, der Affekt und Gefühl der Zuschauenden inkludiert. Über die ästhetische Inszenierung filmischer Bilder wird in dieser Perspektive der metaphorische Bedeutungsgehalt als ein verkörperter, dynamischer Prozess greifbar. Die Verschränkung von Fühlen und Verstehen wird analog zu Phänomenen der Alltagskommunikation begriffen. Bereits in alltäglichen Gesprächen ist der ganze Körper Teil der Gesprächssituation: Mimik und Gesten sind essentieller Bestandteil des Kommunikationsverhältnisses und geben dem Gegenüber Aufschluss darüber, was wir denken und fühlen. Kappelhoff vertritt die These, dass sich das gleiche Prinzip auch bei der Rezeption audiovisueller Medien findet: Stimmungen und Bedeutungen artikulieren sich in Filmen oder Nachrichtenbeiträgen – ebenso wie bei der Gestik in einem Gespräch – über sinnliche Qualitäten und Bewegungsmuster. Das Zusammenwirken filmischer Mittel wie Kameraführung, Mise-en-Scène, Bildkomposition, Schauspiel, Sound und Montage formt Bedeutungen als konkrete sinnliche und affektive Erfahrungen am Zuschauerkörper aus. Die Metapher ist hier stets als ein Verlauf zu verstehen, der den Akt des Zuschauens auf der Ebene von Erfahrung und Verstehen zu greifen sucht.
In Kognition und Reflexion: Zur Theorie filmischen Denkens entfaltet Kappelhoff schließlich Theorie und Programmatik einer in historisch situierten filmanalytischen Studien begründeten Poetologie des Kinos. Dabei baut er auf seinen Forschungsaktivitäten zu Affekt und Ausdrucksbewegung und einer Affekt und Gefühl explizit zum Ausgangspunkt nehmenden Theorie der Bedeutungs- und Sinnkonstruktion in audiovisuellen Bildern auf. Das Konzept der Poiesis des Filme-Sehens führt die vielen Perspektiven seiner umfassenden Forschungsaktivitäten zusammen. Im Zentrum dieses Konzepts steht die filmtheoretische Prämisse, dass das Denken filmischer Bilder seitens der Zuschauenden als ein poetisches Machen zu verstehen ist, über das der eigentliche Film – begriffen als ein verkörpertes Denken entlang filmischer Bewegungsmuster – erst im Moment des Sehens hergestellt wird. Demnach sind audiovisuelle Medien nie bloße Mittel der Kommunikation oder Repräsentation gegebener Sachverhalte. Sie verändern und erweitern vielmehr die dynamischen Bedingungen unseres Verstehens und Urteilens, Empfindens und Imaginierens, in dem sie die raum-zeitlichen Parameter unserer Wahrnehmung modellieren und so neue Rahmungen kognitiver und affektiver Prozesse schaffen.
Kappelhoffs filmtheoretisch und -methodologisch ausgerichteten Forschungsaktivitäten finden ihren gemeinsamen Fluchtpunkt schließlich in einer ganzen Reihe von Arbeiten, welche eine historische Poetik des Kinos filmanalytisch nachzuzeichnen suchen. Die Auseinandersetzung mit den Konzepten des Genres und des Gemeinsinns in Medientheorie, Philosophie und politischer Theorie bildet vor diesem Hintergrund den roten Faden über eine ganze Reihe umfassender historisch-analytischer Studien hinweg, u. a. zur Poetologie des Weimarer Kinos, dem europäischen Nachkriegskino, des Hollywood-Kriegsfilm oder dem europäischen Autorenkino.

## Schriften (Auswahl)
- Der möblierte Mensch. G. W. Pabst und die Utopie der Sachlichkeit. Ein poetologischer Versuch zum Weimarer Autorenkino. Berlin 1995, ISBN 3-930916-02-9.
- Matrix der Gefühle. Das Kino, das Melodrama und das Theater der Empfindsamkeit. Berlin 2004, ISBN 3-930916-61-4.
- Realismus. Das Kino und die Politik des Ästhetischen. Berlin 2008, ISBN 978-3-940384-02-7.
- The Politics and Poetics of Cinematic Realism. New York 2015, ISBN 978-0-231-17072-7.
- Front Lines of Community: Hollywood Between War and Democracy. Berlin/Boston 2018, ISBN 978-3-11-046523-5.
- Genre und Gemeinsinn. Hollywood zwischen Krieg und Demokratie. Berlin/Boston 2016, ISBN 3-11-046522-1.
- Cinematic Metaphor: Experience – Affectivity – Temporality. Berlin/Boston 2018 (zus. mit Cornelia Müller), ISBN 978-3-11-057959-8.
- Kognition und Reflexion: Zur Theorie filmischen Denkens. Berlin/Boston 2018, ISBN 978-3-11-061320-9.